# George Douglas (13e comte de Morton)
Pour les articles homonymes, voir George Douglas.
George Douglas, 13e comte de Morton (1662 – 4 janvier 1738), est un noble Écossais et un homme politique.

## Famille
Morton est un des plus jeunes fils de James Douglas, 10e comte de Morton, et d'Anne, fille de James Hay, 1er baronnet.

## Carrière politique
Lord Morton est élu au Parlement pour le comté de Lanark Burghs en 1708, un siège qu'il occupe jusqu'en 1713 et de nouveau entre 1715 et 1722. Il représente les Orcades et les Shetland entre 1713 et 1715 et 1722 et 1730 Il succède à son frère aîné comme comte en 1730, et la même année, il est élu pair Écossais et le reste jusqu'à sa mort.
Il sert également comme vice-amiral de l'Écosse, de 1733 à 1738.

## Famille
Lord Morton épouse Frances Adderley. Il est mort en janvier 1738 et est remplacé par son fils, James Douglas (14e comte de Morton).